# Majua
Majua ist eine Ortschaft und eine Parroquia rural („ländliches Kirchspiel“) im Kanton Esmeraldas der ecuadorianischen Provinz Esmeraldas. Die Parroquia besitzt eine Fläche von 130,8 km². Die Einwohnerzahl lag im Jahr 2010 bei 2534. Die Parroquia wurde am 20. Januar 1960 gegründet.

## Lage
Die Parroquia Majua liegt im Tiefland von Nordwest-Ecuador. Das Verwaltungszentrum liegt auf einer Höhe von etwa 30 m am Westufer des nach Norden strömenden Río Esmeraldas, 5,5 km nördlich der Kleinstadt Viche. Die Parroquia liegt auf beiden Uferseiten des Río Esmeraldas. Im Nordwesten wird das Verwaltungsgebiet von dem Flüsschen Río Tabuche begrenzt. Der Río Majua, ein kleinerer rechter Nebenfluss des Río Esmeraldas, durchfließt den Ostteil der Parroquia. Die Fernstraße E20 (Esmeraldas–Rosa Zárate (Quinindé)) durchquert den Westteil der Parroquia in Nord-Süd-Richtung.
Die Parroquia Majua grenzt im Nordwesten und im Norden an die Parroquia Chinca, im Osten an die Parroquia Chumundé (Kanton Rioverde), im äußersten Südosten an die Parroquia Malimpia, im Süden an die Parroquias Chura und Viche sowie im äußersten Westen an die Parroquia Coronel Carlos Concha Torres.